# Bill Daily

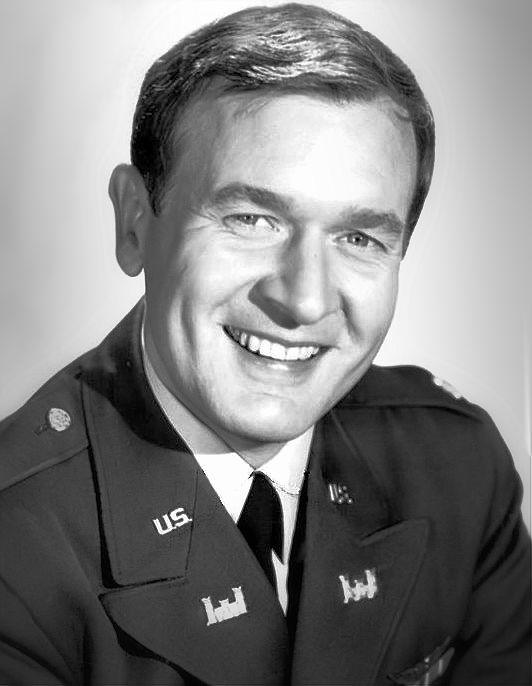
Bill Daily 1969.

William Edward Daily Jr., conocido como Bill Daily (Des Moines, Iowa, 30 de agosto de 1927-Santa Fe, Nuevo México, 4 de septiembre de 2018), fue un actor de series, comediante y guionista estadounidense.

## Biografía
Fue muy conocido por trabajar en la serie de televisión Mi bella genio interpretando al mayor Roger Healey. Ha aparecido también en series como Hechizada y ALF —como Larry, el psicólogo de la familia—. En 1985 volvió a ser Roger Healey en Mi bella genio: 15 años después.
En 2010, trabajó en la película Horrorween.